# Excite Truck
Excite Truck är titeln på ett bilspel i Excite-serien, där man i tidigare delar körde motocross. Spelet  är utvecklat av Monster Games för Nintendo och är avsett att användas tillsammans med en Wii-konsol.  Användaren kan i spelet fritt välja låtar om de lagras på ett minneskort av typen Secure Digital.
Spelet var ett av de spelen som släpptes i samband med utgivningen av Wii i USA. Resten av världen fick vänta på spelet tills januari och februari 2007.

## Spelsätt
I spelet styr man ett fordon med handkontrollen genom att tilta den till höger och vänster, gasar och bromsar gör man på knapparna 1 och 2. Wii Nunchuk Controller används inte. I spelet belönas man med stjärnor beroende på vilka stunttrick man utför, till exempel får man stjärnor för att sladda, flyga eller krocka. Man får också ett antal stjärnor beroende av sin slutplacering i tävlingen. Genom att uppnå ett visst antal stjärnor på en bana kan man låsa upp nya banor eller nya fordon.